# Nilesat 301
O Nilesat 301 é um satélite de comunicação geoestacionário egípcio construído pela Thales Alenia Space. Ele está localizado na posição orbital de 7 graus de longitude oeste e é operado pela Nilesat. O satélite foi baseado na plataforma Spacebus-4000B2 e sua vida útil estimada é de 15 anos.

## Lançamento
O satélite foi lançado com sucesso ao espaço no dia 8 de junho de 2022, por meio de um veiculo Falcon 9 Block 5 lançado a partir do Estação da Força Espacial de Cabo Canaveral, na Flórida, Estados Unidos. Ele tinha uma massa de lançamento de 3.938 kg.

## Capacidade e cobertura
O Nilesat 301 está equipado com 32 transponders em banda Ku e 6 em banda Ka para fornecer televisão DTH (direct-to-home), rádio e transmissões de dados para o Oriente Médio e África.